# Arum sooi
Arum sooi är en kallaväxtart som beskrevs av András Terpó. Arum sooi ingår i Munkhättesläktet och i familjen kallaväxter. Inga underarter finns listade.